# Roger Léveillé
Pour les articles homonymes, voir Léveillé.
Joseph Roger Louis Léveillé, (dont le nom de plume le plus fréquemment utilisé est J.R. Léveillé) né à Winnipeg en 1945, est un écrivain canadien.

## Biographie
Joseph Roger Louis Léveillé fait ses études classiques au Collège de Saint-Boniface avant d’entreprendre ses études universitaires, d’abord à l’Université du Manitoba, McGill et à l’Université de Paris où il réalise un mémoire de maîtrise sur Alain Robbe-Grillet.
En 1968, il publie Tombeau sur les presses de Canadian Publishers que gère son oncle Brunelle Léveillé, roman dont Benoit Doyon-Gosselin dira qu’il « marque l’entrée de la littérature franco-manitobaine dans la modernité.1 » Dès 1973 il se rend à Ottawa et rédige son second roman, La Disparate, publié sous le pseudonyme de Jesse Janes en 1975. De 1975 à 1978, il enseigne au Cegep de l'Outaouais. En 1978, en compagnie de Suzanne, fille du poète Louis-Philippe Corbeil, qu’il a épousée, Léveillé fréquente les milieux en vogue du New Age et vit pendant deux ans dans un centre ésotérique des Laurentides. C’est à cette époque qu’il traduit « plus de dix livres sur la métaphysique, l’ésotérisme, la parapsychologie et l’histoire ancienne » selon la notice biographique publiée dans Le Livre des marges (1981). De retour au Manitoba en 1980, il se fait embaucher par Radio-Canada à titre de journaliste, là même où a œuvré son oncle maternel Denis Bélair. Il publie en 1990 une anthologie de la poésie franco-manitobaine qui fait référence et que Jean Royer qualifie d’« ouvrage monumental » et d’« anthologie exemplaire » 2
À compter de 1995, il vit avec la réalisatrice Christine Gosselin. Dès lors, il voyage beaucoup : Canada, France, Espagne, Portugal, Italie, États-Unis, Costa Rica, Guadeloupe, Cuba, Mexique, Éthiopie, Japon, Guatemala, Afrique du Sud. Il en résulte un certain nombre de livres : Les Fêtes de l’infini, New York trip, Nosara, Sūtra. En 2005, le couple adopte deux enfants originaires de l’ancienne Abyssinie ; aventure racontée dans le roman Suite.
Dès son enfance, il passe ses étés sur les plages du lac Manitoba, près de la communauté métisse de Saint-Laurent qu’il célèbre dans plusieurs textes, dont son roman primé, Le soleil du lac qui se couche. Il habite principalement un lieu nommé Ganiishomong, ou Ganiizhomong, où il compose ses œuvres, comme il le relate dans son roman éponyme. Ce lieu de prédilection, quasi mythologique, ontologique, est présent dès ses premiers romans et devient formel dans Plage.
Ancien membre du conseil d’administration des Éditions du Blé, il a été son directeur éditorial de 1997 à 2015 et a fondé la collection « Rouge » en 1984, et la « Nouvelle Rouge » en 2020. Il a fondé en 1987 et co-dirigé pendant plusieurs années la scène francophone du Winnipeg International Writers Festival où il a siégé au conseil d'administration. Entre les années 1997 et 2011, il occupe divers postes, dont celui de président, au conseil d'administration de l'Alliance française du Manitoba. De 2008 à 2014, il est vice-président du Centre culturel franco-manitobain. En 2005, un colloque international sur son œuvre a été parrainé par les universités de Saint-Boniface, Manitoba et Winnipeg. En 2009, Il est écrivain et professeur en résidence à l'Université de Rennes. J. Roger Léveillé poursuit une œuvre exigeante en quête d’un plaisir textuel qui préfère s’éloigner du lisible (L’incomparable, 1984) au profit d’un bonheur esthétique et sensuel du texte.

## Publications

### Romans
- Tombeau, Winnipeg, Canadian Publishers, 1968.

- La disparate, sous le pseudonyme Jesse Janes, Montréal, Éditions du Jour, 1975.
- Le livre des marges, Saint-Boniface, Éditions des Plaines, 1981, 88 p.  (ISBN 0920944108)
- Plage, Saint-Boniface, Éditions du Blé, 1984, 88 p. (ISBN 0920640435)
- Romans (Tombeau, La disparate, Plage), Saint-Boniface, Éditions du Blé, 1995, 170 p. (ISBN 2-921347-29-6)
- Une si simple passion, roman, Saint-Boniface, Éditions du Blé, 1997.
- Le soleil du lac qui se couche, roman, Saint-Boniface, Éditions du Blé, 2001, 125 p. (ISBN 978-2-923673-11-0)
- Nosara, roman, Saint-Boniface, Éditions du Blé, 2003, 220 p. (ISBN 2-921347-74-1)
- Ganiishomong ou L’Extase du Temps, Saint-Boniface, Éditions du Blé, 2020, 154 p.  (ISBN 9782924915219)
- Suite, roman, Saint-Boniface, Éditions du Blé, 2023.

### Poésie
- Œuvre de la première mort, Saint-Boniface, Éditions du Blé, 1977, 89 p.
- Montréal poésie, Saint-Boniface, Éditions du Blé, 1987, 70 p.  (ISBN 0920640648)
- Causer l’amour, Paris, Éditions Saint-Germain-des-Prés, 1993.
- Les fêtes de l’infini, Saint-Boniface, Éditions du Blé, 1996, 144 p. (ISBN 2-921347-39-3)
- PIèCES à conViction, Saint-Boniface, Ink Inc., 1999, 52 p. (ISBN 2-922069-00-1)
- Dess(e)ins, édition bilingue, avec Tony Tascona (dessins), Centre culturel franco-manitobain / Ink Inc., 1999.
- Dess(e)ins II/Drawing(s) II, édition bilingue, avec Tony Tascona (dessins), Éditions du Blé / Ink Inc., 2001. (ISBN 2-921347-66-0 et 9782921347662)
- Fastes, poésie, Ottawa, Éditions L’Interligne, 2003, 160 p.  (ISBN 2-921463-74-1)
- Transformation, poésie, édition bilingue, avec Tony Tascona (dessins), Université de Saint-Boniface / Ink Inc. 2006.
- L’Étang du soir, poésie avec Étienne Gaboury (dessins), Saint-Boniface, Éditions du Blé, 2008, 64 p. (ISBN 9782923673042)
- Poème Pierre Prière, Saint-Boniface, Éditions du Blé, 2011, 86 p. (ISBN 978-2-923673-18-9)
- Pierre Lardon – Poésies choisies, Saint-Boniface, Éditions du Blé, 2011.
- L’Invocation de Rutebeuf et de Villon, poème, tirage limité, Winnipeg, Ink Inc., 2012.
- Sûtra, Saint-Boniface, Éditions du Blé, 2013, 76 p. (ISBN 9782923673783)
- Ex Nihilo, avec Ted Blodgett, poésie, Winnipeg, At Bay Press, 2021.

### Nouvelles
- New York trip, ou, Tableaux d'une exposition / New York, or, Pictures from an exhibition, édition bilingue, Ottawa, L’Interligne, 2003, 43 p. (ISBN 2-921463-82-2 et 0-921260-05-9)

### Essais
- L’incomparable, Saint-Boniface, Éditions du Blé, 1984, 71 p.  (ISBN 0920640508)
- Parade ou Les autres, Saint-Boniface, Éditions du Blé, 2005, 392 p.  (ISBN 9-782921-347846 et 2-921347-84-9)
- Logiques improvisées, Saint-Boniface, Éditions du Blé, 2005, 139 p. (ISBN 2-921347-87-3)
- rRr, essai, Winnipeg, Ink Inc., 2005.
- Litanie, texte, avec Lorraine Pritchard (dessins), Winnipeg, Ink Inc., 2008.
- Comment on a écrit certains de mes livres, Saint-Boniface, Éditions du Blé, 2021, 128 p.  (ISBN 9782924915424)
- Sondes, Saint-Boniface, Éditions du Blé, 2014, 235 p. (ISBN 9782924378021)

### Autres écrits
- Manuscrits des longs vols transplutoniens, avec André Giard et Andrée E. Major, sous le nom Jesse Janes, Éditions du Jour, 1975, 145 p.
- Extrait, texte, Saint-Boniface, Éditions des Plaines, 1984.
- Anthologie de la poésie franco-manitobaine, Saint-Boniface, Éditions du Blé, 1990.
- Généalogie de Lieu, Saint-Boniface, Ink Inc., 2005.  (ISBN  2922069060)
- Compositions, textes hybrides, Saint-Boniface, Éditions du Blé, 2018, 143 p.  (ISBN 9782924378793)
- Poésie franco-ouestienne 1974-2024, anthologie, Saint-Boniface, Éditions du Blé, 2024, 383 p.  (ISBN 9782925452034)

## Distinctions
- 1994 Prix littéraire du Manitoba français
- 1997 Prix du Consulat général de France à Toronto
- 1999 Intronisation au Temple de la renommée de la culture du Manitoba
- 2002 Prix Champlain et Prix Rue-Deschambault 2002 pour Le soleil du lac qui se couche
- 2007 Manitoba Lifetime Writing and Publishing Award
- 2011 On the Same Page, Prix des lecteurs des bibliothèques publiques de Winnipeg
- 2012 Prix de poésie Aqua Lansdowne pour Poème Pierre Prière
- 2012 Prix de distinction en arts de la province du Manitoba
- 2013 Doctorat honorifique ès Lettres, Universités de Saint-Boniface et du Manitoba
- 2014 Médaille de la ville de Vincennes pour contribution à la culture française
- 2015 Prix du Conseil international d'études francophones
- 2021 Officier de l'Ordre du Canada